# I:Cube

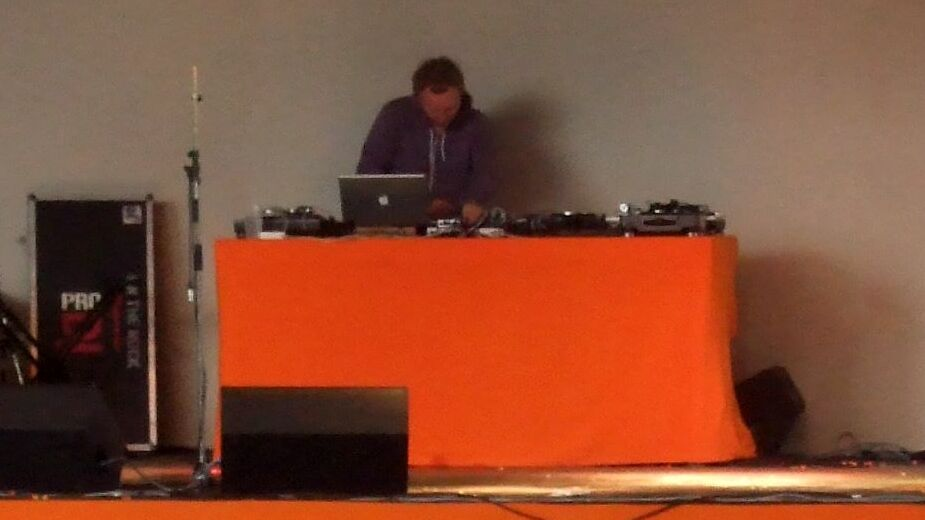
I-Cube en 2007

Nicolas Chaix alias I:Cube, né en 1974 à Paris, est un musicien français de musique électronique agissant dans divers domaines comme la house, le downtempo ou l'ambient. Il s'est aussi produit avec les pseudonymes Œil Cube, Icola, DJ Ringardos et Faceball 2000.

## Biographie
I:Cube se fit connaître sur la scène underground française dès le milieu des années 1990, notamment par son remix de Around The World des Daft Punk en 1997. Daft Punk avait l'année précédente remixé l'un de ses titres, Disco Cubizm (son premier maxi chez Versatile). À ses débuts, il fouille les disques et CDs des bibliothèques publiques parisiennes pour trouver des musiques à sampler.
Figure singulière de l'électronique française, Nicolas Chaix (alias I:Cube), cultive une identité artistique et musicale faite de culture club (rythmes house et sons de Detroit), d'électro mais aussi de pop décalée.
En 1997 sort son premier album, Picnic Attack, avec le label Versatile,. Depuis, trois albums sont parus, dont un live. Le titre Adore, tiré du deuxième album, figure sur le deuxième volet de la compilation Hôtel Costes. Avec Gilbert Cohen, sous la bannière Château Flight, il sort l'album Puzzle en 2000. En 2013-2014, il est résident à la Villa Médicis.

## Discographie partielle

### Albums

#### En solo
- 1997 - Picnic Attack (Versatile Records)
- 1999 - Adore (Versatile Records)
- 2003 - 3 (Versatile Records)
- 2006 - Live at The Planetarium (Versatile Records)
- 2012 - "M" Megamix (Versatile Records)
- 2018 -  Double Pack (Versatile Records)
- 2023 - Eye Cube (Versatile Records)

#### AvecChâteau Flight
- 2000 - Puzzle (Versatile Records)
- 2002 - Crash Test (avec La Caution) (Versatile Records) / Kerozen Music)
- 2004 - The Meal (Versatile Records)
- 2006 - Les Vampires (Versatile Records)

### Compilations
- 2004 - Stereo Pictures vol. 4 (MK2 Music)